# Hypocoprus formicetorum
Hypocoprus formicetorum is een keversoort uit de familie harige schimmelkevers (Cryptophagidae). De wetenschappelijke naam van de soort werd in 1839 gepubliceerd door Victor Ivanovitsch Motschulsky.